# Magyar Pamutipar Rt.
A Magyar Pamutipar Rt. (rövidített nevén: MPI) Magyarország egyik legnagyobb pamutipari vállalata volt. (Nevében az "Rt." csak az államosításig szerepelt, akkor "NV", azaz Nemzeti Vállalat lett, majd egyszerűen csak "Magyar Pamutipar" néven jegyezték.) 1887-ben alapították Újpesten, egy korábbi, angol érdekeltségű textilgyár átvételével. Később megvásárolták az óbudai Kartonnyomógyárat is, amely így az MPI része lett. Önálló vállalatként 1963-ig működött, akkor több más pamutipari vállalattal együtt az újonnan alapított Pamutnyomóipari Vállalathoz (PNYV) csatolták és ebben a keretben működött az 1990-es évekig, amikor a PNYV és vele együtt a hozzá tartozó gyáregységek is (mint például a BUDAPRINT), tönkrementek és felszámolás alá kerültek.

## A kezdetek
A Magyar Pamutipar Rt. megalapításáról 1887-ben döntött egy magyar, német és svájci üzletemberekből álló részvénytársasági közgyűlés, amely ezzel a felszámolás alatt álló, eredetileg Roger Tatham angol textilgyáros által 1882-ben alapított Első Magyar Pamutfonó- és Szövőgyár Rt. újpesti gyártelepének sorsáról hozott határozatot.  A részvények többségét a német Süddeutsche Baumwoll-Industrie tulajdonosai birtokolták és ők adták az igazgatóság tagjainak nagy részét is. Mellettük Lederer Sándor, csetei Herczog Péter és gróf Szapáry István, a Magyar Országos Bank Rt. igazgatója vett részt a részvénytársaság vezetésében. A társaság célkitűzése pamutfonodák és -szövödék létesítése, pamutfonalak és -szövetek kikészítése és a gyártmányok értékesítése volt.
A gyár megalapítását követően 10 188 fonóorsóval, 13 280 cérnázóorsóval és 151 szövőgéppel kezdte meg működését. Az alapítás évének végén 200 munkás dolgozott az üzemekben, akik 12 órán át – közben egy másfél órai étkezési szünettel – hajtották a gépeket, rendkívül alacsony fizetésért.
A következő években a gyár termelése fokozatosan növekedett ugyan, de ez igen gyenge termelékenységgel, igen magas rezsivel, magas kamatokkal, rossz hatásfokú tüzeléssel és – az összes gyártási költséghez viszonyítva – rendkívül magas munkabérhányaddal párosult (annak ellenére, hogy a fizetések a munkások legszűkebb megélhetését is csak alig-alig tették lehetővé). 1887 és 1892 között a cég folyamatosan veszteséges volt. Végül a német főrészvényesek 1893-ban eladták a Spitzer Gerzson és Társai magáncégnek, amely jelentős kékfestő üzemet működtetett, amivel akkoriban a Goldberger-féle üzemnek jelentős konkurense volt.

## Tűzvész után korszerűsítés
Egy 1894-ben bekövetkezett tűzvész a fonodát teljesen elpusztította és komoly károkat okozott a szövödében is. A kártérítés gyanánt kapott jelentős összegből – kiegészítve azt a Hazai Bank Rt. pénzügyi támogatásával – helyrehozták az épületeket és korszerű, új gépek vásárlásával jelentős beruházást hajtottak végre. 1894–95-ben 2,3 millió méter szövetet adtak el, köztük már tarkánszőtt szöveteket is. Ettől kezdve a gyár már jelentős nyereséget ért el és termékeinek minősége is nagyot javult. 1896-ban 400–500 munkást foglalkoztattak és az energiát ekkor már egy 500 lóerős gőzgép szolgáltatta. 1000 tonna fonalat és 160–200 ezer vég szövetet gyártottak, amelyek jó részét Szerbiába, Bulgáriába, Belgiumba, az Egyesült Államokba és Dél-Afrikába szállították.
A századforduló éveiben a vállalat helyzete némileg romlott. Az 1900–1901-es üzleti évet – a tulajdonosváltás óta először – tetemes veszteséggel zárták. Ennek okait a magas gyapotárakkal, a jelentős kölcsön-visszafizetési kötelezettségekkel, a tekintélyes kamatokkal, a nagy rezsiköltségekkel és az alacsony termelékenységi mutatókkal, az osztrák konkurens cégekkel, valamint az európai textilipart sújtó dekonjunktúrával magyarázták. 1902-ben a helyzet valamelyest javult és a vállalat ismét nyereséges lett, azonban óvatosságból a nyereség nagyobb részét tartalékolták, nagyon keveset költöttek fejlesztésekre, ezért erősen lemaradtak a rohamosan fejlődő hazai versenytársaik mögött.
A világpiacon fokozatosan emelkedő gyapotárak következtében a textilpiacon válság alakult ki, amit még súlyosbított, hogy az Osztrák-Magyar Monarchia agresszív külpolitikája miatt 1908–1909-ben bedugultak a balkáni piacok. Noha a vállalat 1906–1907-ben még igen jól prosperált, a válság következtében jelentős veszteségeket szenvedett el.
1907-ben ismét tűzvész pusztított a gyárban és a kényszerű helyreállítást most is az üzem bővítése és a gépállomány felfrissítése kísérte. Növelték a fonóorsók számát, több száz új szövőgépet szereztek be és kibővítették a kikészítő üzemet is, ahova fonalfehérítő gépeket is telepítettek, mert ilyenekkel a gyár korábban nem rendelkezett. Munkáslakásokat is építettek a nagy arányú fluktuáció fékezésére. 1911–1912-ben, az akkori textilipari konjunktúra hatása alatt további bővítéseket hajtottak végre, így a szezontól függően 800–1200 munkás 30 ezer fonóorsóval és 600 szövőgépen dolgozott.

## Az első világháború és az azt követő időszak
1914-ben, az első világháború kitörését követően nagymértékben megnőtt részben a hadsereg, részben a lakosság textiláruk iránti igénye. 1915-ben azonban már mutatkoztak a nyersanyagellátás – a pamutbehozatal – problémái, amelyek a rákövetkező években csak súlyosbodtak. A bevezetett intézkedéseknek megfelelően a pamutárukat csak katonai megrendelésre lehetett gyártani és ezeknek a termékeknek a minősége is egyre romlott. Ugyanakkor a Magyar Pamutipar Rt. – épp a hadseregnek történő szállításoknak köszönhetően – 1914-ben és 1915-ben igen jó gazdasági eredményeket könyvelhetett el. Ez részben annak is volt köszönhető, hogy a cég akkori igazgatója, Szurday Róbert volt a kereskedelemügyi minisztérium felügyelete alatt működő Pamutközpont elnöke. Ennek a szervezetnek a feladata volt a készletek számbavétele, a tartalékok és a rekvirált anyagok kiutalása, szétosztása, sőt az ármegállapítás is. Fellendült a hulladékok, rongyok, sőt pótanyagok (csalán, papír) textilipari hasznosítása. (Ennek a folyamatnak a hatására alapította meg Szurday 1917-ben a Magyar Vigognefonó Rt.-t, az első ilyen hazai vállalatot.)
A Tanácsköztársaság (1919. március 21.–augusztus 1.) idején lezajlott „szocializálás” során a Magyar Pamutipar Rt.-t a munkások kollektívája vette birtokába. A vállalat vezetője, „termelőbiztosa” Sinkó István volt, aki azonban jól együtt tudott működni a gyárvezetéssel. Jelentős, 30%-os béremelést is elértek és a munkaidőt 12-ről 9 órára csökkentették. A gyárat jelentős károk nem érték, a termelést folyamatosan fenn tudták tartani és végül a vállalat nyereségesen zárta az 1919-es évet.
A trianoni békeszerződés után kialakult új országterületen kevés textilgyár maradt, ugyanakkor a textiltermékek iránti kereslet igen nagy volt. Ez az MPI számára kedvező piaci helyzetet eredményezett. Szurday ismét átvette a vállalat vezetését. 1920 és 1925 között a kormány felújította az 1907. évi törvénnyel kezdeményezett iparfejlesztési politikát, aminek hatására számos vállalat, köztük 62 textilgyár kapott állami segélyt, kedvezményt. A háború alatt bekövetkezett áruhiány miatt a békeidőben óriásira nőtt a textiltermékek iránti kereslet is, így jelentős konjunktúra keletkezett. 1920 után normalizálódott a nyersanyagellátás, megszűnt az addig tapasztalható szénhiány. 1922-ben a vállalat ismét teljes kapacitással dolgozott. Az ezt kísérő, egyre rohamosabb infláció ellenére – az ennek megfékezésére 1925-ben bevezetett új pénzre, a pengőre átszámítva is – 1924-ben és 1925-ben is jelentős nyereséget könyvelhettek el, amit főleg ingatlanokba fektettek. A korábbi, Sas utca 25-ben működő központot átköltöztették a nagyobb, Arany János utca 31. sz. alatti, újonnan emelt épületbe, korszerűsítették a gyár mellett már korábban épített „Pamutházat”, amelyben 120 munkáslakást alakítottak ki. 1924-ben először csak kisebb gépbeszerzéseket eszközöltek, de 1925-ben megkezdték a géppark felújítását. Igazi nagy rekonstrukcióra 1927–1928-ban került sor, amikor összesen 5 millió pengő értékben felépítették egy-egy új fonoda illetve szövöde épületét, ezeket részben új, részben külföldről vásárolt, de korszerű használt gépekkel rendezték be, új turbinákkal és generátorokkal bővítették az áramellátást szolgáló erőművet, az új fonodában korszerű légnedvesítő berendezést helyeztek üzembe, korszerűsítették az üzemi helyiségek fűtését, bővítették a karbantartó és javítóműhelyeket.

## Az 1929–1933-as világválság hatásai
Az 1929–1933-ban lezajlott világválság súlyos következményekkel járt a magyar iparra nézve is (a válság mélypontján, 1931 és 1933 között a termelés értéke 20–30%-kal, a nehéziparban 50%-kal csökkent), de a textilipart kevésbé sújtotta. Ebben a nehéz időszakban, 1930-ban kezdett el az MPI vezetősége gondolkodni a munkások számára rendkívül előnytelen bérezési forma, a Bedeaux-rendszer bevezetésén. A több európai és Európán kívüli országban már alkalmazott rendszerrel szemben a munkásság nagy ellenállást fejtett ki, a munkásszervezetek mindenütt hevesen tiltakoztak ellene. A Magyar Pamutipar Rt. ennek ellenére elhatározta a rendszer alkalmazását, ami már a bevezetés hírére, 1930 végén (nem csak az MPI-nél, hanem az egész magyar iparban) a munkásság nagy ellenállásába ütközött és sztrájkokhoz is vezetett. 1931 januárjától mégis érvénybe léptették az ezzel kapcsolatos intézkedéseket, azonban az eredmények ellentmondásosak voltak, ezért az eredeti rendszer kisebb módosításával, a helyi adottságok figyelembe vételével módosították, ami valamelyest enyhítette munkások terheit.
A vállalat az 1931–1932-es években, épp a gazdasági válság mélypontján állt a legjobban. A korszerűsített és racionalizált üzem jól prosperált. A válság elmúltával azonban a konjunktúra alábbhagyott. 1935–1937-ben az eladási lehetőségek fokozatosan romlottak és a textiliparban újabb válság előjelei mutatkoztak. A textilfogyasztás csökkent, a gyártási kapacitások kihasználtsága romlott. Ehhez járultak az MPI-nél a túl nagy önköltségből, a nagy kamatterhekből adódó problémák, a főrészvényes Magyar Általános Hitelbank Rt.-vel kialakult ellentétek, a Goldberger Textilgyárral folytatott verseny.
Az MPI fő profilja a pamutfonal-gyártás volt. Mivel védjegye a Hunyadiak címeréből átvett, csőrében aranygyűrűt tartó fekete holló volt (hogy miért pont ez, ennek eredete nem ismert), különböző minőségű fonalait Corvin holló, Vörös holló, Arany holló, Rózsaholló néven forgalmazta. Emellett azonban különféle szövetek sokaságát is gyártotta közületi anyagok, ágyneműk, jacquard-szövésű asztalneműk, inganyagok, zsebkendők, konyharuhák, sőt női gyapjúruhaanyagok és hasonlók céljára.
A gyár már korábban is kapcsolatban állt az ugyancsak a Hitelbank érdekeltségébe tartozó Óbudai Kartonnyomógyárral (Kartonnyomó-ipar és Textilkereskedelmi Rt.). Ez a gyár korábban igen jól prosperált, azonban az 1920-as években már nem bírta a versenyt a konkurens Goldberger-gyárral és hanyatlásnak indult. 1932-ben meg is szűnt itt a termelés. 1933-ban az MPI bérbe vette a Kartonnyomógyárat (ekkor Kartonnyomó Ipari Rt.) és saját hatáskörében üzemeltette tovább. A gyár gépparkja és alkalmazott technológiája azonban nagyon elavult volt és a Magyar Pamutipar vezetősége nem sokat tett ennek feljavítására. Emiatt a vállalat folyamatosan veszteséges volt.

## Új vezetés
A Magyar Pamutipar Rt. vezetősége és a főrészvényes Hitelbank között régóta fennálló ellentétek oda vezettek, hogy 1935-ben a Magyar Pamutipar vezérigazgatója, Szurday Róbert, aki három évtizeden át vezette a céget, megvált a vállalattól. Utóda Gomperz Ervin, a Flóra szappangyár tulajdonosa lett, aki már korábban is részt vett az MPI igazgatóságában.
A vegyész végzettségű Gomperz elsősorban a kikészítésre fordított nagy gondot. Megerősítette a Kartonnyomógyár műszaki vezetését és 1936–1937-ben jelentős beruházásokat hajtott végre a gyárban. Egyebek között ekkor rendezkedtek be filmnyomásra is. A gyár gazdasági eredményei ennek ellenére romlottak, de ennek okát elsősorban a textiliparban kialakult általános dekonjunktúra rovására kell írni. 1939-ben Gomperz külföldre emigrált és le is mondott vezérigazgatói megbízatásáról. Utóda Módos József lett , de a tényleges irányítást az akkor már a részvények 99%-át birtokló Hitelbank ügyvezető igazgatója, Perényi István, illetve a neki alárendelt, az MPI ügyivel foglalkozó Frank Jenő igazgató látta el.
A Magyar Pamutipar vezetősége 1937-ben elfogadta a svájci Gherzi szakértő cég ajánlatát egy alapos átvilágítás elvégzésére és ennek alapján a vállalat racionális működésének biztosítására teendő intézkedések kidolgozására. A rendkívül alaposan kidolgozott javaslatok a gépi és a munkahatásfok növelése érdekében a tervszerű karbantartás és a rendszeres tisztítás megszervezését, a fonalminőség javítását, a jobb fonal-előkészítést tartották szükségesnek, új technológiai eljárások bevezetését, egyes műveletek összevonását és az egész termelési program módosítását, a minőség-ellenőrzés tökéletesítését, a hulladékok ellenőrzését, valamint az adminisztráció egyszerűsítését ajánlották. Mindezek figyelembe vételével a vállalat vezetősége számos intézkedést tett, aminek eredményeként valóban 20%-kal nőtt a gyártott termékmennyiség.
Az 1939. szeptember 1-jén kitört második világháborút közvetlenül megelőző években már erősen éreztették hatásukat a katonai beruházások. Ezek elsősorban a hadiipart, a nehézipart érintették, de hatással voltak a textiliparra is. 1939-ben a gyapjú- és lenipar termelésének mintegy felét, a pamutipar termelésének 15%-át tették ki a katonai célú megrendelések. Emellett az ország területi megnövekedése folytán (amikor az 1939 novemberében hozott úgynevezett első bécsi döntéssel visszacsatolták Magyarországhoz a Felvidék és a Kárpátalja egyes részeit) megnőtt a fogyasztói piac és a háborús készülődés hatására megindult a „tartalékképzés” mindenféle áruból, így az 1937–1938-ban fenyegető dekonjunktúra egyszeriben megszűnt. Ezzel a textilipar részesedése és jelentősége is nagy mértékben megnövekedett. Míg 1913-ban a hazai pamutipar termelése a lakosság fogyasztásának csupán 27%-át, 1929-ben pedig 66%-át tette ki, addig ez 1939-ben mintegy 99%-ot képviselt, gyakorlatilag tehát csaknem a teljes fogyasztást fedezte. Ezzel párhuzamosan nőtt a textiliparban foglalkoztatott munkásság létszáma is.
Ebben az időszakban azonban az MPI súlyos gondokkal küszködött. 1938-ban az egész hazai textiliparban válságos helyzet alakult ki, emiatt a gyár leépítésre, munkáselbocsátásokra kényszerült, termelése az előző évhez képest 10%-kal visszaesett. Fel kellett bontania a Kartonnyomógyárral kötött bérleti szerződést, a továbbiakban ez a gyár bérmunkát végzett az MPI-nek. Gomperz vezérigazgató távoztával a vezetésben is zavarok keletkeztek. Az év végére azonban a válság megszűnt és a fent említettek okán hirtelen a háborút közvetlenül megelőző időszakkal járó eladási korlátozások és a termelő kapacitás újbóli maximális kihasználásának igényei kerültek előtérbe. Módos vezérigazgató magas szinten kiváló kapcsolatokkal és az iparirányításban is megfelelő gyakorlattal rendelkezett és megszilárdította a gyár vezetését. 1939-ben az MPI és a változatlanul gyenge lábakon álló Kartonnyomó-ipar Rt. ismét fuzionált, ami azon a megfontoláson alapult, hogy a háborús konjunktúra folytán előállott helyzetben előnyös a fonal- és szövetgyártás kiegészítése saját hatáskörben működő kikészítéssel.

## A második világháború időszaka
1939. szeptember 4-én (három nappal a háború kitörését követően) a Magyar Pamutipar Rt.-t hadiüzemmé nyilvánították. Mint a hadiüzemekben általában, a nyolc órás munkanapot törvényileg megszüntették, mindenkinek addig és annyit kellett dolgoznia, ameddig és amennyit a „honvédelem érdeke” megkövetelt. Külön rendelet vonatkozott a hadiüzemekben alkalmazott bérezési rendszerre is.
A háború kitörésekor és első évében az MPI kitűnően prosperált. Valamennyi gyárrészleg, beleértve a Kartonnyomógyárat is, teljes kapacitással és nyereségesen dolgozott, a termékek jelentős részét több balkáni országba, Szlovákiába, Skandináviába, Németországba exportálták. A nyersanyagellátás (elsősorban a pamut beszerzése) azonban az egész textiliparban egyre nehezebbé vált, ezt – kormányintézkedésre – igyekeztek műszálak bekeverésével pótolni. A Gyáriparosok Országos Szövetsége (GYOSZ) keretében létrehozták a textilanyag-gazdálkodási bizottságot, ezen belül a pamutipari szakbizottságot, majd később ismét az első világháború idején már működött Textilközpontot – ezek ellenőrizték a nyersanyag- és készletgazdálkodást. A textilanyag-gazdálkodási bizottság intézkedésére 1940 közepén a fonodákban 35, a szövödékben 25%-os termeléscsökkentést kellett végrehajtani, ez összességében 35% kapacitáscsökkentést jelentett. Az üzemek nagy része hetenként csak 4 vagy 5 napon dolgozott, ami természetesen létszámleépítéssel is járt. A nyerspamuthiány és a közszállítási kötelezettség előtérbe helyezte a korlátozások alá nem eső műselyem szélesebb körű felhasználását, amit Olaszországból és Németországból szereztek be, de ez nem fedezte a szükségleteket. Ezért különböző pótanyagokkal is kísérleteztek. A legnagyobb eredményt az úgynevezett kotonizált (a pamuthoz hasonlóvá tett) lenszálakkal érték el, de próbálkoztak papírfonalakkal is. Jelentős mennyiségben dolgoztak fel textilhulladékokat is.
A központosított hadigazdálkodás kedvezett a centralizációs törekvéseknek, a termelés kevés üzemben való összpontosításának. Ez vezette a Hitelbankot 1941–1942-ben a Magyar Vigognefonó, a Pápai Textilgyár, a Pápai Pamutfonógyár, valamint a svájci tulajdonban levő Filtex pestszentlőrinci fonodájának és filatorigáti nyomóüzemének kivásárlására és a Magyar Pamutiparral való összevonásukra. A Filtex gyáraiból a korszerű gépeket az MPI-be szállították át és az épületeket eladták, ill. a filatorigáti üzemben csak egy kis fehérítő részleg és a raktár maradt meg. 1943-ban az ugyancsak svájci tulajdonban levő Hazai Pamut-Szövő-, Festő-, Fehérítő- és Kikészítőgyár Rt.-t is megszerezték. Ezt a gyárat eredetileg a Hermann Pollack Söhne osztrák cég alapította (innen származik a HPS gyár- és márkanév) és Hazai Pamutfonó- és Szövőgyár néven csatolták a Magyar Pamutiparhoz. Az volt az elképzelés, hogy a teljes fonást, a durvaszövést és a konfekcionálást a törzsgyárban, a finomszövést (pl. selyemszövést) és a kikészítést a Hazai Pamutfonó- és Szövőgyárban, a nyomást a Kartonnyomógyárban összpontosítják. Ennek megfelelően új épületeket is emeltek.
A háború első éveiben az MPI igen jó eredményeket ért el, azonban 1943-tól már egyre nagyobb gondokat okozott a számos beszerzési korlátozás, a nyersanyagellátás és a szénhiány. A nyersanyagkészlet csökkenése a minőség romlását is magával hozta. Súlyosbította a helyzetet, hogy a katonai szolgálatra behívott férfiak és az alacsony fizetések következtében munkaerőhiány is fellépett. Ezt részben kényszermunkásokkal igyekeztek pótolni. A fonoda termelése egyötödére, a szövödéé egyharmadára esett vissza az 1939. évi adatokhoz képest. 1944-ben még tovább romlott a helyzet, amihez az egyre sűrűsödő légitámadások miatti leállások is hozzájárultak
1944 novemberében a Szálasi-kormány és az országot megszállás alatt tartó német parancsnokság megállapodást kötött a magyar gyárak leszereléséről és a gépek és egyéb javak Németországba szállításáról, a munkások Németországba telepítéséről. Az MPI utasítást kapott, hogy az energiaellátás lelkét képező gőzturbinák működését a szabályozószelep leszerelésével és elszállításával szüntessék meg és ezzel a gyár működését bénítsák meg. A parancsnak eleget is tettek, de előzőleg – gondos előrelátással és nagy titokban – rajzokat készítettek a leszerelt alkatrészekről, hogy újra el lehessen azokat készíteni. Két turbina szabályozószelepét Óbudán elrejtették. A termelés ezzel lehetetlenné vált és december 17-én arra is utasítás érkezett, hogy a munkások „önkéntesen” költözzenek át Németországba, ám erre önként senki nem jelentkezett. A vállalat üzemvezetősége az akkori főmérnökkel és a katonai parancsnokkal egyetértésben megtagadta a gyár leszerelésére érkezett parancsot. Az értékes készleteket budafoki, tárnoki sziklapincékbe, az óbudai telepekre, a békásmegyeri üdülőbe és a leányszállás pincéjébe rejtették el és a gyárhoz kényszermunkára kivezényelt munkaszolgálatosokat szökni engedték

## A háború után
1945. január 10-én reggel érkeztek az első szovjet katonák a gyárba és parancsnokuk kihirdette, hogy a Vörös Hadsereg igénybe veszi a gyárat.
Az épületeket ugyan csak kisebb károk érték és valamelyes készletekkel is rendelkeztek, amivel meg lehetett indítani a termelést, de a rajzok alapján először is újra el kellett készíteni a turbina szabályozószelepét és vissza kellett hozni Óbudáról az ott elrejtett szelepeket is. (Ez az utóbbi hősies, de sikeres vállalkozás volt, mert ott még folytak a harcok.) Vissza kellett hívni a munkásokat is, akik közül sokan vidékre költöztek Budapest ostroma alatt. Februárra Újpesten sikerült ismét megindítani a termelést. A szovjet hadsereg számára gyártottak ruházatot. A gyár saját erőművének beindításával besegített a városi energiaszolgáltatónak is az energiaellátásban és ez tette lehetővé a budapesti Nyugati pályaudvar és Rákospalota között járó villamos üzemeltetését. A gyár konyhája nem csak a munkásokat látta el, hanem számos újpesti család is onnan jutott főtt ételhez. A szovjet hadsereg segített az élelmiszer beszerzésében.
Az Óbudán folyó harcok a Kartonnyomógyár épületeit és gépeit sem kímélték. A harcok elmúltával a lakosság széthordta az ott található anyagokat, végül a Duna áradása okozta árvíz tette használhatatlanná, ami még megmaradt. Ennek ellenére a gyár legodaadóbb dolgozóinak köszönhetően, akik helyreállították, amit lehetett, februárban ismét megindulhatott a munka ebben a gyárban is. A vezérigazgató Módos József, a Kartonnyomógyár korábbi vezérigazgatója lett.
1945. január 27-én alakult meg a Magyar Pamutiparban az első üzemi bizottság (akkor „üzemtanácsnak” nevezték). Tíz pontból álló határozata hangsúlyozta a gyár vezetőségével való együttműködést, nem vitatta el a tulajdonjogot, a gyárvezetőség irányító hatáskörét, bár a lényeges termelési, bér- és személyzeti kérdésekben érvényesíteni kívánta saját ellenőrzési jogát. Az üzemi bizottság a szovjet parancsnokság segítségével gondoskodott az élelmiszerellátásról és ha nehezen is, de valamelyes eredménnyel járó tárgyalásokat folytatott az igazgatósággal a bérrendezésről is.
A háború alatt a vállalat épületekben 60, gépekben 30 százalékos veszteséget szenvedett, megsemmisült a vegyszerek, segédanyagok legnagyobb része, a különböző helyeken raktározott termékek elégtek, eláztak, vagy a lakosság hordta szét, illetve az üzemeket igénybe vevő hadsereg használta fel azokat, részben úgy, hogy más gyáraknak is adott belőlük az induláshoz szükséges nyersanyagokból. A vállalat vagyonának mintegy felét vesztette el.
Az MPI 1945 júniusában állami hitelekre, az iparügyi minisztérium és a szovjet hadsereg megrendeléseire támaszkodva kezdte meg a termelést. Az egyenruhaszövetek gyártásához a nyersanyagot a szovjet hadsereg biztosította, a népruházati akció keretében a minisztérium utalta ki a szükséges anyagokat. A tönkrement gépeket más hazai vállalatok kiselejtezésre váró gépeinek, a háború alatt más cégeknek leszállított, de még üzembe nem helyezett gépeknek, külföldi gyárak eladó gépeinek megvásárlásával pótolták. Kiselejtezett, roncs teherautókat hoztak helyre és tettek működőképessé, zsibvásárokon szereztek be különféle alkatrészeket, szerszámokat, egyebeket.
A nyersanyagellátás biztosítására a kormány 1945 augusztusában megállapodást kötött a szovjet kormánnyal, hogy a Szovjetunió 1945–1946-ban 30 ezer tonna nyerspamutot szállít Magyarországnak, amiből jóvátétel gyanánt 3,2 ezer tonna fonalat és 56 millió méter pamutszövetet szállítanak vissza a Szovjetunióba, 16 ezer tonna pedig az országban marad munkadíj fejében. Lényegében tehát szovjet megrendelésre bérfonást, -szövést és -konfekcionálást végeztek a hadsereg számára. Mindebből a Magyar Pamutipar is megfelelő részesedést kapott és ez lendületet adott a termelés felfuttatásának, annak ellenére, hogy a szénhiány miatt a gépek nem mindig tudtak teljes kapacitással dolgozni, és az is kétségtelen, hogy a fésüsfonoda 20 000 orsós gépállományát le kellett szerelni és jóvátétel címén a Szovjetunióba szállítani.
A háborús pusztítások nyomán már 1945-ben megindult az 1926-ban forgalomba helyezett pengő értékvesztése, hatalmas méretű és egyre gyorsuló infláció bontakozott ki, ami 1946 nyarán tetőzött. Augusztus 1-jén vezették be a forint fizetőeszközt, aminek 1 egysége (1 forint) négyszázezer-quadrillió (egy 4-es után 29 nulla!) pengőt ért. Ez a hiperinfláció (az árak átlagosan 15 óránként megkétszereződtek!) természetesen hatalmas mértékben sújtotta mind a vállalatokat, mind a lakosságot.
1947-re a termelési helyzet nagyjából stabilizálódott. A nyersanyagbeszerzés és az export is állami szervek közvetítésével zajlott, részben szovjet, részben olasz és angol relációból származó pamuttal. A beérkezett nyersanyagot részben készáruval kellett kifizetni. Bővült az export piac is, az MPI árui a Szovjetunión kívül a skandináv országokba, Angliába és Olaszországba is kerültek. Az üzemi bizottság erélyes fellépésének volt köszönhető, hogy 1946–1947-ben a vállalat számos szociális létesítménnyel (munkásnőotthon, öltözők, zuhanyozók, sportpálya, balatonföldvári üdülő) bővült.

## Államosítás
A Magyar Pamutipar államosítására 1948. március 25-én, a száznál több munkást foglalkoztató vállalatok között került sor. Az új vállalatvezető dr. Lányi Tibor lett. Fő célkitűzéseként a termelés emelését, az önköltség csökkentését, a gyáron belüli munkanélküliség megszüntetését és a nyersanyagokkal való fokozott takarékosságot jelölte meg. Az igazgatóságot, a főtisztviselőket nem mozdították el, az ügyintézés és a termelés fennakadás nélkül ment tovább. A Hitelbankkal fennálló kapcsolat azonban megszűnt.
Az államosítás után a textilgyárak a Textilipari Igazgatóság (TIG) főhatósága alá kerültek, amely több osztályra tagolódott. A Magyar Pamutipar a Budapesti Pamutipari Központhoz tartozott, amely egy évig működött. Ezt követőleg, 1949-ben az MPI élére új vállalatvezető került, Nagy Józsefné (a későbbi könnyűipari miniszter) személyében, aki a háború után vidékről jött Budapestre és munkásként a Magyar Pamutiparnál helyezkedett el, majd a háború után a konyha vezetője lett.
A tervgazdálkodás bevezetése az 1947–1949 közötti időszakra vonatkouó vonatkozó hároméves tervvel indult. Nagyon szigorúan megkövetelték az évről évre emelkedő tervek mennyiségi teljesítését, sőt túlteljesítését, a termék minősége és az előállítás hatékonysága azonban háttérbe szorult. A piac amúgy is mindent felvett. Munkaerőben nem volt hiány. Mivel akkoriban a nehézipar fejlesztése volt az elsődleges cél, a textilipar elismertsége fokozatosan gyengült, fejlesztésekre, rekonstrukcióra alig volt lehetőség. Az MPI fonodájában a nyújtóművek korszerűsítése a gyár dolgozóinak újításai révén vált lehetővé, amibe 1952-től az újonnan alapított Fonógép- és Alkatrészgyár is besegített. Sikerült egyéb átalakításokkal és a karbantartási munkák jobb megszervezésével is a fonógépek és szövőgépek teljesítményét és hatásfokát javítani, és a minőség-ellenőrzés és -javítás érdekében néhány fontos műszert is be tudtak szerezni.
1949 végén a külföldi tulajdonban lévő és tíz munkásnál többet foglalkoztató üzemeket állami tulajdonba vették. A pamutipar vállalatai a Könnyűipari Minisztérium Pamutipari Igazgatósága irányítása alá kerültek. (Teljesen csak 1981-ben vonták össze őket Goldberger Textilművek néven.)
1950-ben az iparvezetés az MPI óbudai telepéből és a HPS szövödéjéből Pamutkikészítőgyár néven rövid ideig új vállalatot alapított. Az óbudai telep leválasztása azonban számos hátránnyal járt és ezért 1957-ben ismét visszacsatolták a Goldberger törzsgyárhoz.
Az 1950 és 1957 közötti időszakban a vállalat teljesítménye erős ingadozásokat mutatott, aminek oka a nyersanyagellátás bizonytalansága, a segédanyagok minőségének romlása, a gyakori programváltozások, a termelékenység alacsony színvonala, általában a tervutasításos rendszer negatív hatásai (főleg a túlfeszített tervek teljesítésének nehézségei), a műszaki fejlesztések elmaradása stb. volt. 1957-től azonban a helyzet javult. A termelés és a termelékenység emelkedett, ami elsősorban a műszaki színvonal javulásának (állagmegőrzés, gépjavítások, a gépek saját erőből megoldott minőségi átalakításai, új gépek üzembe helyezése), a nyersanyagellátás és -minőség javulásának, a technológiai újításoknak, a szervezési intézkedéseknek, a munkások magasabb színvonalú képzettségének volt köszönhető.
Az MPI munkásai közül ketten is Kossuth-díjat kaptak ebben az időszakban: 1948-ban (amikor a díjat először osztották ki) Bruckner Lipót cérnázó részlegvezető (I. fokozat), majd 1951-ben Erdélyi Gyula szövödei TMK-vezető (II. fokozat).

## Az MPI, mint a Pamutnyomóipari Vállalat gyáregysége
1963-ban az iparágat ismét átszervezték: a Pamutipari Igazgatóságot megszüntették, a kikészítő üzemmel is rendelkező pamutipari vállalatokat Pamutnyomóipari Vállalat (PNYV, a szakmai zsargonban rövidítve: „Panyova”) néven összevonták és közvetlenül a Könnyűipari Minisztérium alá rendelték, vezérigazgatójává Vég Lászlót, korábbi könnyűipari miniszterhelyettest nevezték ki. Ezt a nagyvállalatot 1963. július 1-jével az óbudai Goldberger Textilgyárból, a Kelenföldi Textilgyárból (KELTEX), a Kispesti Textilgyárból (KISTEXT), a Magyar Pamutiparból, a , a Soproni Pamutiparból, a Szegedi Textilművekből, a Szentendrei úti Textilfestőgyárból, a Textilmintagyártó Vállalatból és a Textilcsomagoló Gyárból hozták létre. 1977-ben ide csatolták még a Hazai Pamutszövőgyárat (HPS) annak soroksári telepével (a volt Soroksári Textilgyár, SORTEX), majd pedig 1981-ben a Lajos utcai Pamutkikészítőgyárat. 1982–1984 között elkészült a Vállalati Gyártmány- és Mintafejlesztési Központ (VGYMK), 1985-ben pedig a Vállalati Számítóközpont (PRINTORG) is.
A PNYV feladata elsősorban pamutból, cellulóz alapú mesterséges szálakból, valamint ezeknek szintetikus szálakkal kevert változataiból készült nyomott szövetek gyártása volt.. Termékeit BUDAPRINT márkanévvel hozta forgalomba és 1986-tól a nagyvállalat neve is BUDAPRINT Pamutnyomóipari Vállalat lett.
A PNYV-nél lefolytatott átszervezések eredményeként az egyes gyárakban nagyjából egységes szövőgép- és áruprofil alakult ki. A fonodákban is csökkentették a fonalfinomságok és a nyersanyag-összetételek sokféleségét. A gyárakat szakosították. Megtörtént a fonodát, szövödét és kikészítő üzemet egyaránt működtető – vertikális – vállalatok fejlesztése is.
A PNYV gyáregységei (a fent felsorolt vállalatok) szempontjából az átalakulás a korábbinál fokozottabb centralizációt jelentett: a funkciók egy részét a központ vette át, oda helyezték át a legjobban képzett szakembereket, ott hozták meg a stratégiai döntéseket és a központ tartotta a kapcsolatot a bel- és külföldi piaccal. Ennek a központosításnak kétségtelenül voltak bizonyos előnyei, de sok tekintetben hátrányos volt a gyáregységek számára.
A Magyar Pamutipar tehát mint a PNYV egyik gyáregysége működött tovább. Az MPI-nél ekkor egy pamutfonoda, egy pamut típusú, mesterséges szálakkal kevert pamutfonalak gyártására berendezett fonoda (mindkettő nyújtott, gyűrűsfonású fonalak gyártására), egy szövöde (keskeny, vetélős gépekkel), egy fonalperzselővel is felszerelt cérnázó üzem, egy vigonyfonoda (a hulladékok hasznosítására), egy fonalkikészítő üzem (fonalfestöde és mercerező részleg), valamint egy öntöde működött és ezekben összesen mintegy 4800 ember dolgozott.
1971-ben a pamutfonodában új technológiát vezettek be: új gépek beszerzésével megkezdték a turbinás fonású (akkor a gép típusáról BD-nek nevezett) fonalak gyártását.. (Ez az üzemrész azonban egy 1977-ben kitört tűzvész martaléka lett. és újjá kellett építeni, új gépeket kellett beszerezni.) 1970–1974 között a szövöde gépparkját is korszerűsítették: a régi típusú gépek helyett a Szovjetunióból új automata gépeket vásároltak, ami épületkorszerűsítéssel is járt és aminek eredményeképpen jelentősen megnőtt a termelékenység is: az egy munkás által termelt mennyiség 10–20%-kal megemelkedett.
Az 1970-es évek elejétől azonban már folyamatosan jelentkezett a munkaerőhiány, ami miatt mind a fonodában és a cérnázó üzemben, mind a szövödében fölösleges gépkapacitások keletkeztek, ezért a gépek egy részét le kellett szerelni és más gyárakhoz telepíteni, el kellett adni vagy ki kellett selejtezni. A vigonyfonodát 1976-ban megszüntették, fonógépeit a Kispesti Textilgyárba telepítették át, az MPI-nél csak a hulladéktisztítás tevékenysége maradt meg. Hasonló sorsra jutott a fonalfestöde is, amelynek termelése és létszáma fokozatosan csökkent, így ezt az üzemet is bezárták.
A budapesti létszámhiány egyre növekvő mértéke miatt a textilgyárak (és a ruhaipar vállalatai is) vidéken kerestek munkaerőt, amit úgy oldottak meg, hogy tanácsi vállalatokkal, mezőgazdasági termelőszövetkezetekkel közösen szerveztek textilüzemeket. Ezek közé tartozott az MPI Kiskunhalason létrehozott csévélő- és szövőüzeme is, amit a helyi vezetők örömmel fogadtak. Új üzemet építettek és 1969-ben a csévélőüzemben 810 csévélőfejjel megindult a termelés, ezt 1971-ben követte a szövöde, ahol kezdetben 48, később 144 szövőgép működött. A termeléshez a fonalat az MPI biztosította. Később a csévélési tevékenységet visszafejlesztették és a szövödét bővítették. A kiskunhalasi telep jól szervezett, eredményesen működő egysége lett az MPI-nek, az itt is egyre erősebben mutatkozó létszámgondok miatt azonban 1980-ban a PNYV vezetősége a telepet a Szegedi Textilművekhez csatolta.
Kiskunhalas mellett az MPI az 1980-as években másutt is kialakított együttműködést mezőgazdasági termelőszövetkezetekkel és azok melléküzemágaiként több kihelyezett üzemet is létrehozott.
1988-ban a BUDAPRINT a magyar pamutipar termelésének 30%-át adta és különböző gyáregységeiben fonalakon, cérnákon, nyers és kikészített szövetek mellett kötött kelméket is gyártott.

## A hanyatlás korszaka
Az 1989–1990-ben végbement politikai és gazdasági változások az egész magyar textilipart is megrázták. A korábbi, számos gyáregységet magukban foglaló nagyvállalatok többé már nem voltak életképesek s részekre bomlottak. Ez történt a BUDAPRINT-tel is. 1989-ben megalapította az állami tulajdonú Hungarotextil PNYV Holdingot, amely csupán irányítási központként működött, s a hozzá tartozó gyárak függetlenné váltak és közvetlenül tarthatták a kapcsolatot a piaccal. Az állam képviseletét az akkori Ipari és Kereskedelmi Minisztérium látta el. 1992-ben a Holding önállóvá vált és a felügyeletét és a tulajdonosi jogok képviseletét az Állami Vagyonügynökség látta el.
Az MPI 1989-ben BUDAPRINT Újpesti Textilművek Rt. néven részvénytársasággá alakult, de nem élte túl a belföldi piac zsugorodását, a külföldi olcsó dömpingáru beáramlását, valamint az egykori Szovjetunióba és a többi volt KGST-országba irányuló export megszűnését. A vállalat anyagilag tönkrement és 1994-ben felszámolás alá vonták.

## Alkonyati képek a hajdani újpesti telepről
Az Erkel utca – Klauzál utca – Szent László tér – Kiss Ernő utca  által határolt területen.

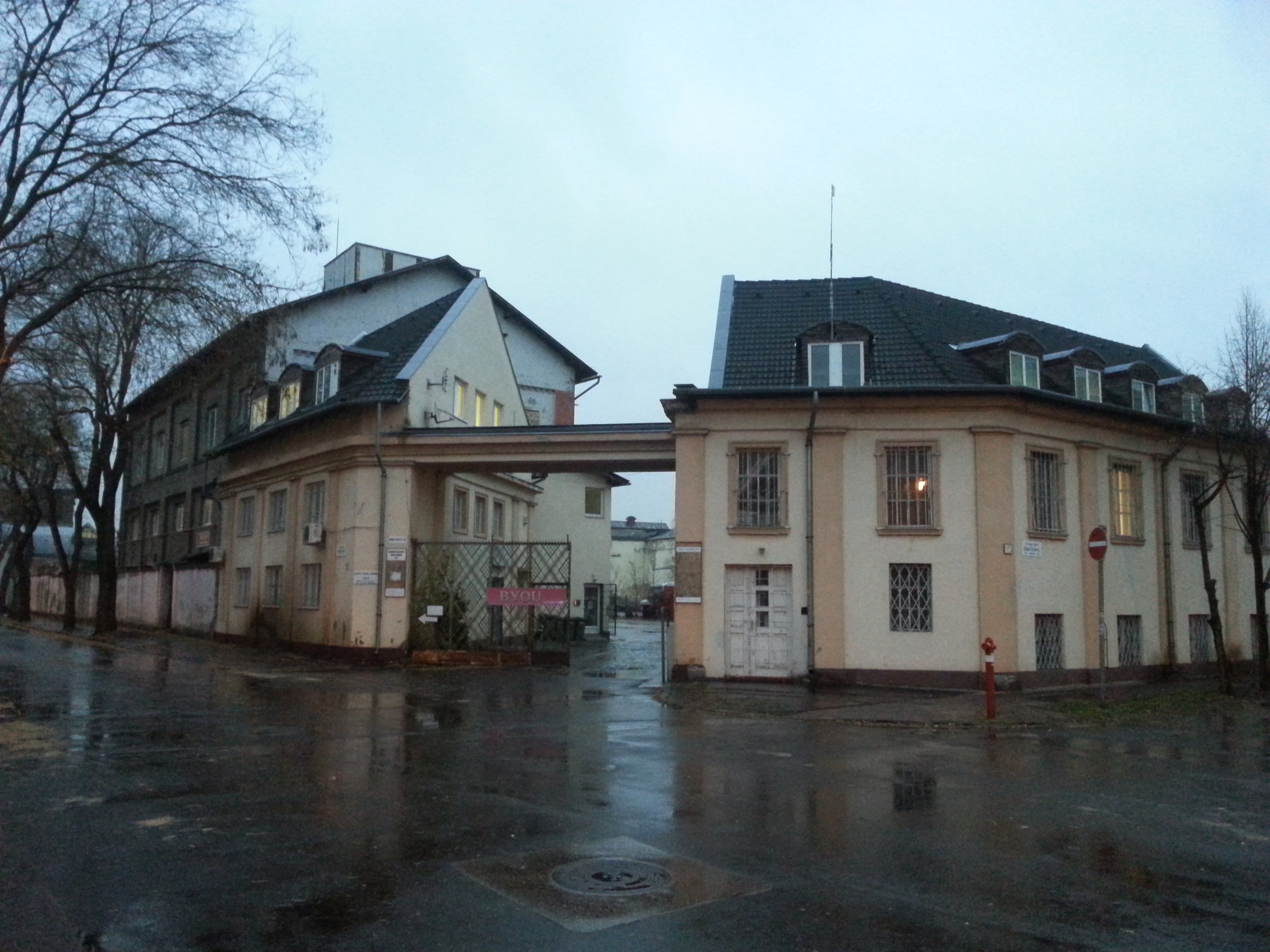
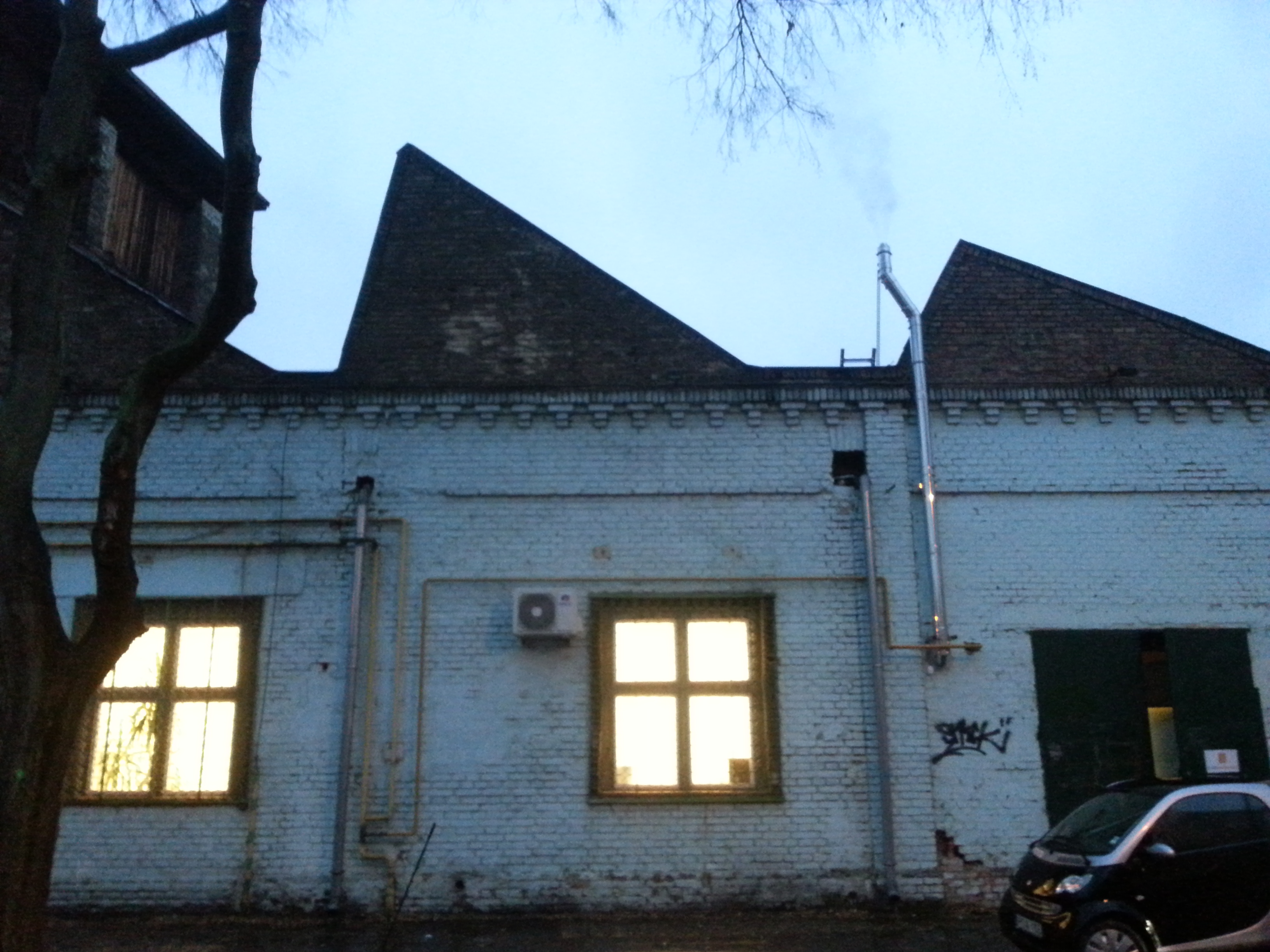
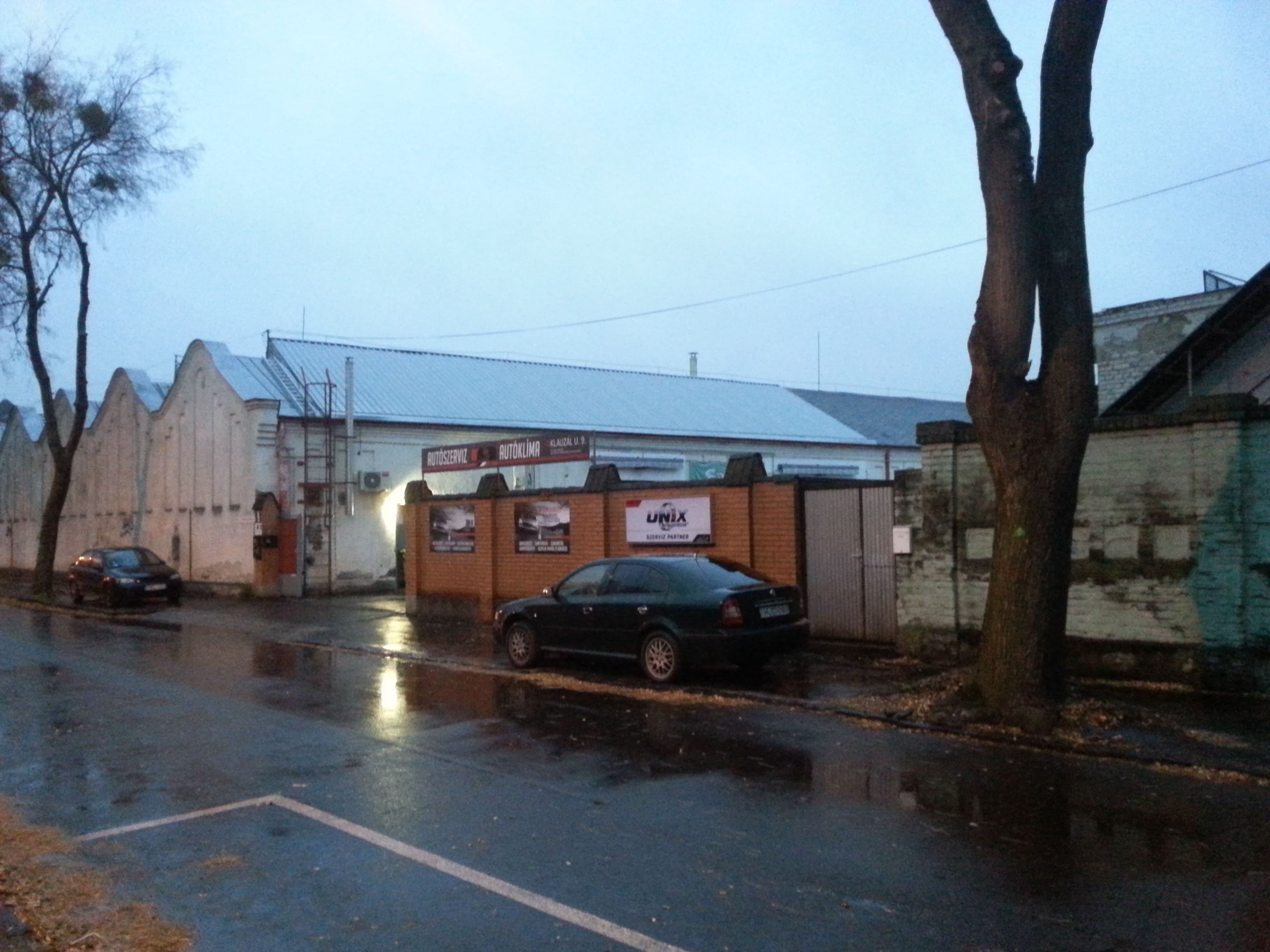
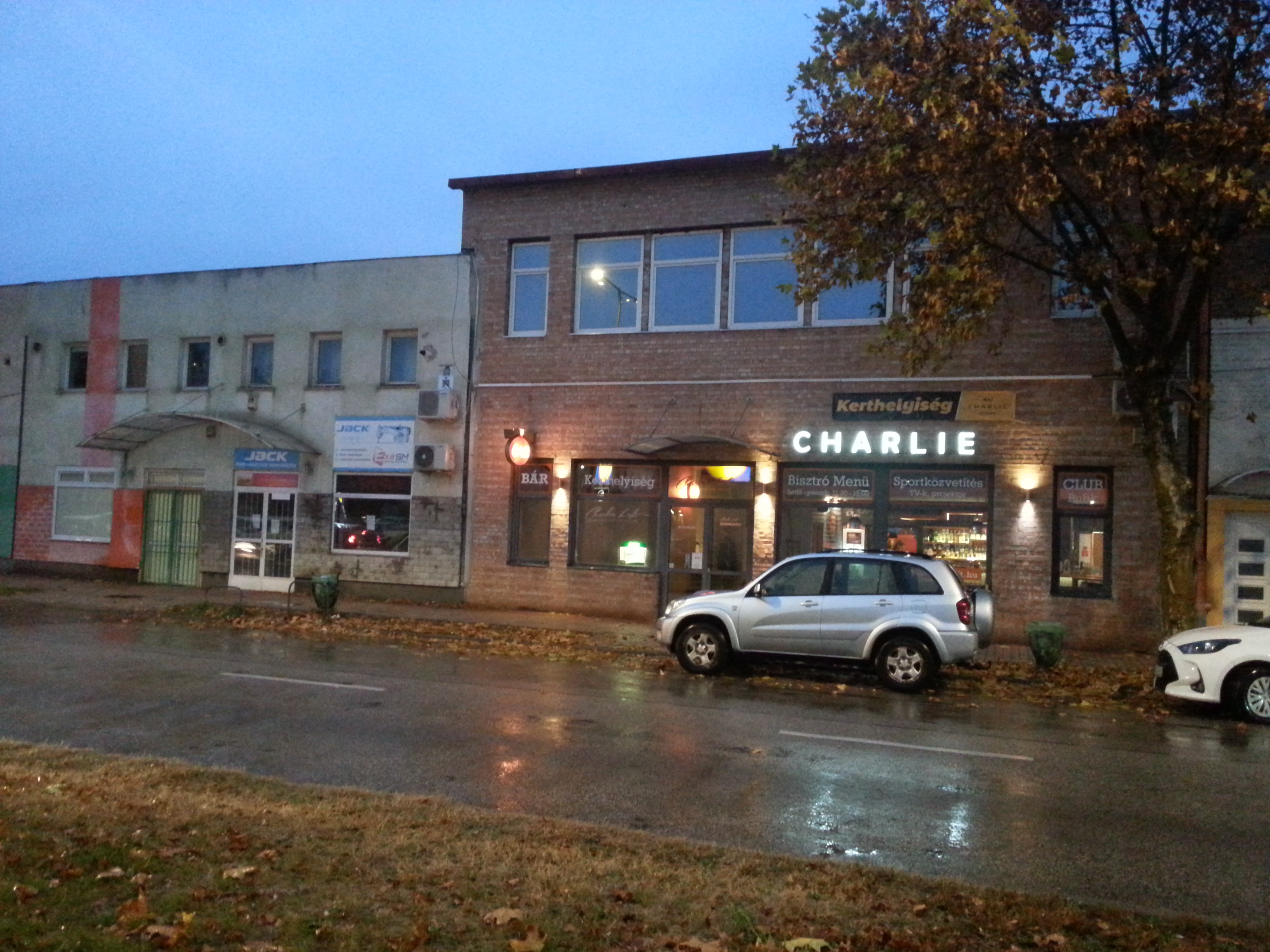
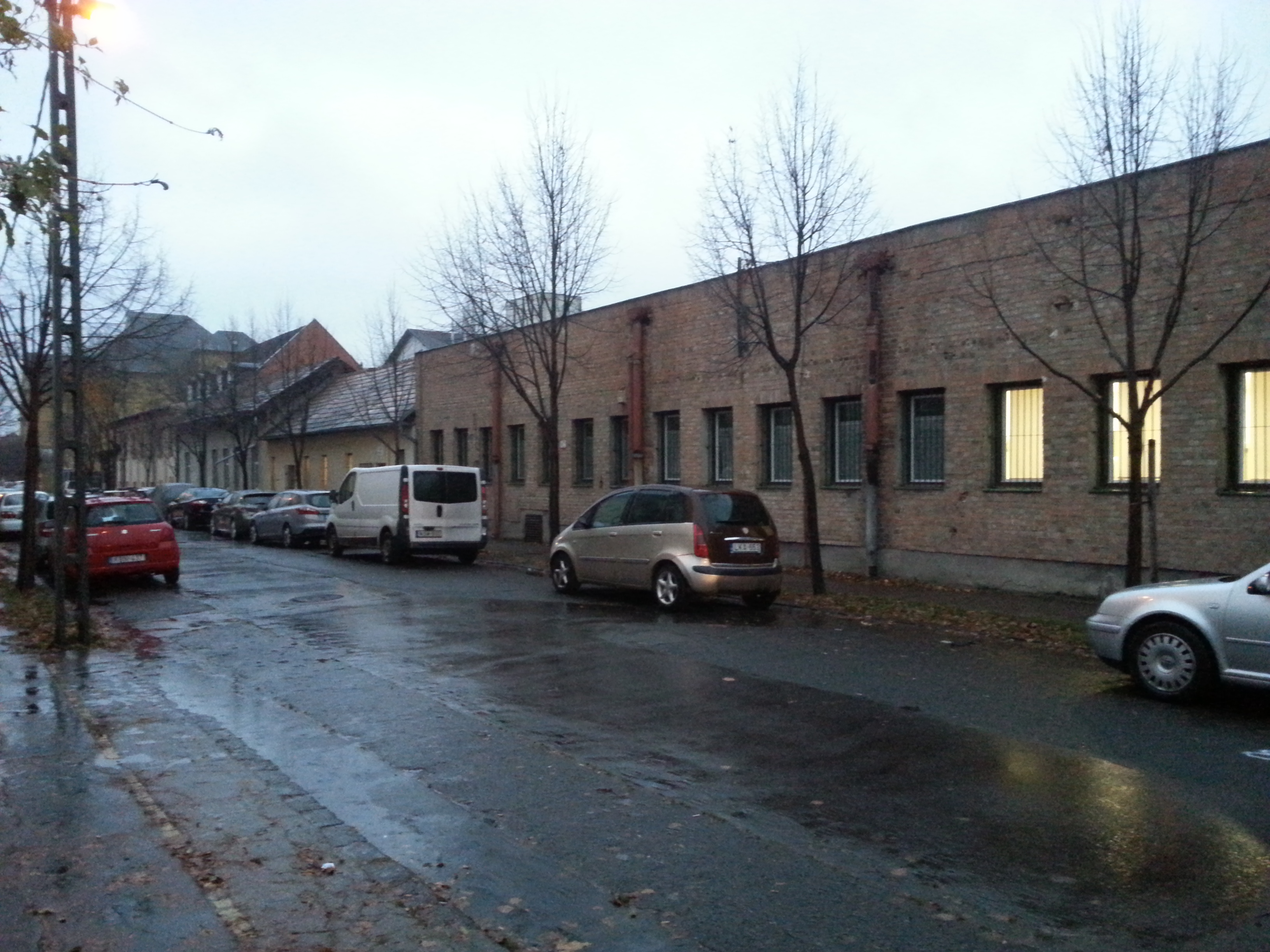
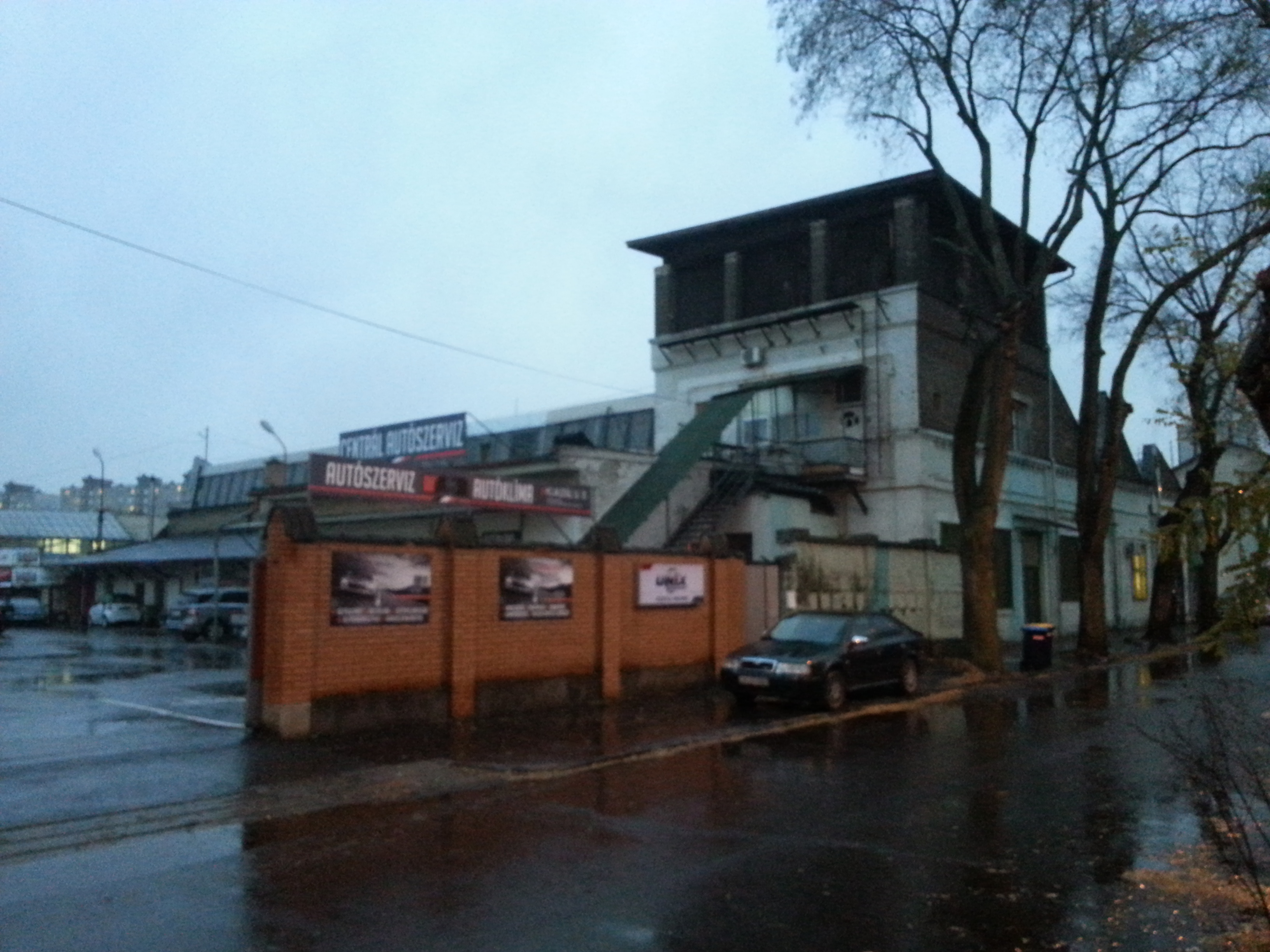
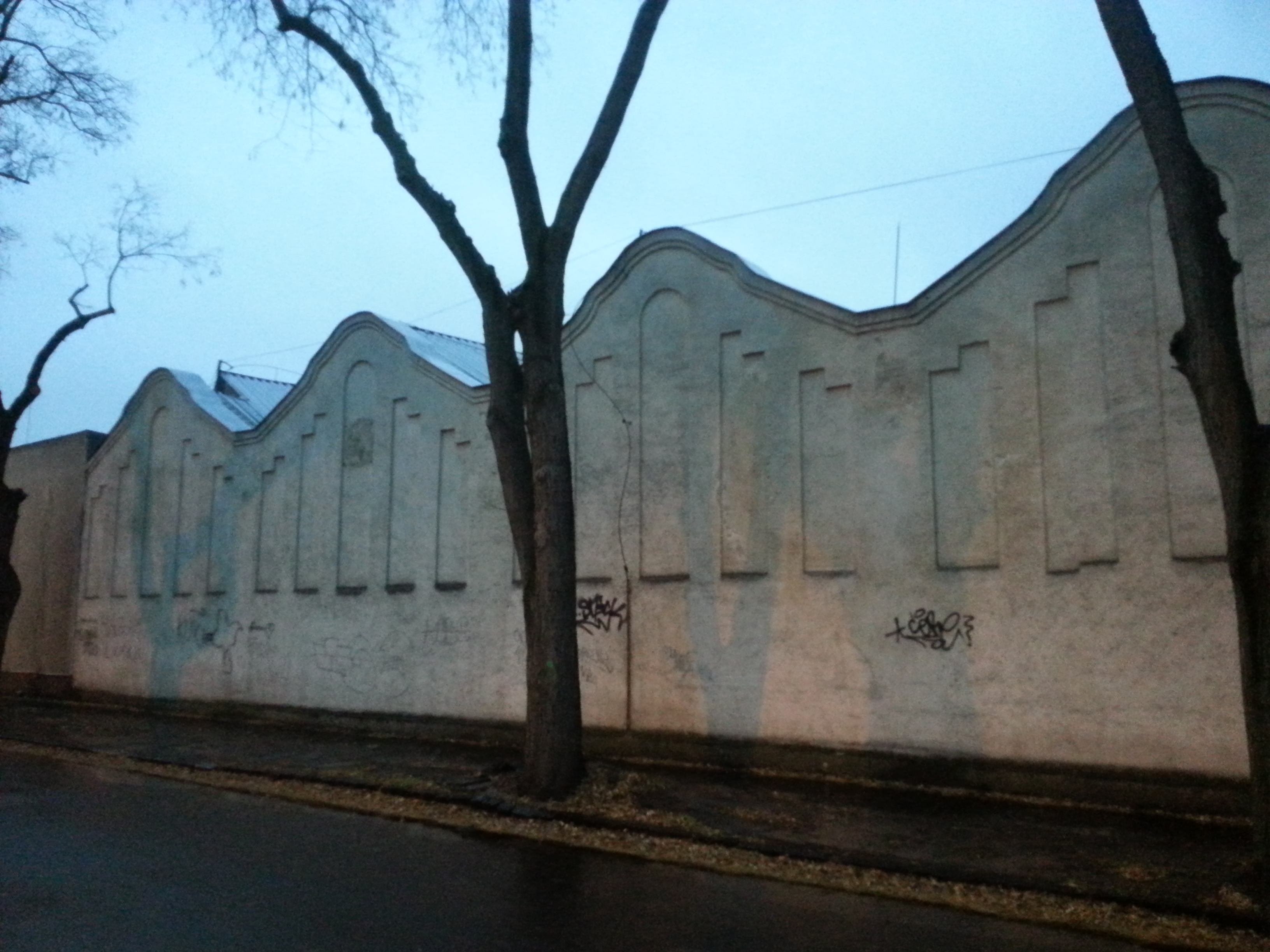

## További információ
- Lázár Károly (2012). „A Magyar Pamutipar rövid története”. Magyar Textiltechnika LXV (5-6), 186-192. o. (Hozzáférés: 2013. április 9.)

## Kapcsolódó szócikk
- Pamutgyári tűz
- Budapesti gyárak listája